# Romi u Sjevernoj Makedoniji
Romi u Sjevernoj Makedoniji  (makedonski: Македонски Роми) su poslije Albanaca i Turaka treća najveća manjina u Sjevernoj Makedoniji. 
Prema popisu stanovništva iz 2002. godine u Sjevernoj Makedoniji živi 53.879 Roma ili 2,66% od ukupnog stanovništva. Još 3843 ljudi se izjaznilo kao "Egipćani" (Aškalije) (0,2%). Ukupno Romi i Egipćani čine 2,85% stanovništva Sjeverne Makedonije.
Prema nekim izvorima broj Roma u Sjevernoj Makedoniji se procjenjuje od 80.000 do 260.000 ili oko 4 do 12% od ukupnog stanovništva.
Općina Šuto Orizari je jedina općina u svijetu s romskom većinom i jedina općina u kojoj je romski službeni jezik. Šuto Orizari je dvojezična općina u kojoj se služi romskim i makedonskim jezikom. Načelnik općine je Elvis Bajram etnički Rom.
Godine 2009. Vlada Republike Sjeverne Makedonije je poduzela mjere za većim uključivanje Roma u obrazovnom procesu.
Republika Sjeverna Makedonija je lider u regiji u poštovanju prava Roma. Prva je zemlja u regiji s ministrom romske nacionalnosti, a također ima mnogo Roma na visokim državnim položajima. Međutim, još uvijek postoji mnogo poteškoća u vezi obrazovanja i integracijom Roma.

## Galerija
- Romska manjina u Sjevernoj Makedoniji (popis 2002.)
- Romska manjina u Sjevernoj Makedoniji (popis 2002.)

## Poznati Romi
- Esma Redžepova, pjevačica romske glazbe te humanitarka
- Muharem Serbezovski, pjevač
- Rahim Burhan, režiser
- Veli Munin, boksač
- Neždet Mustafa, političar